# Alfred Bast

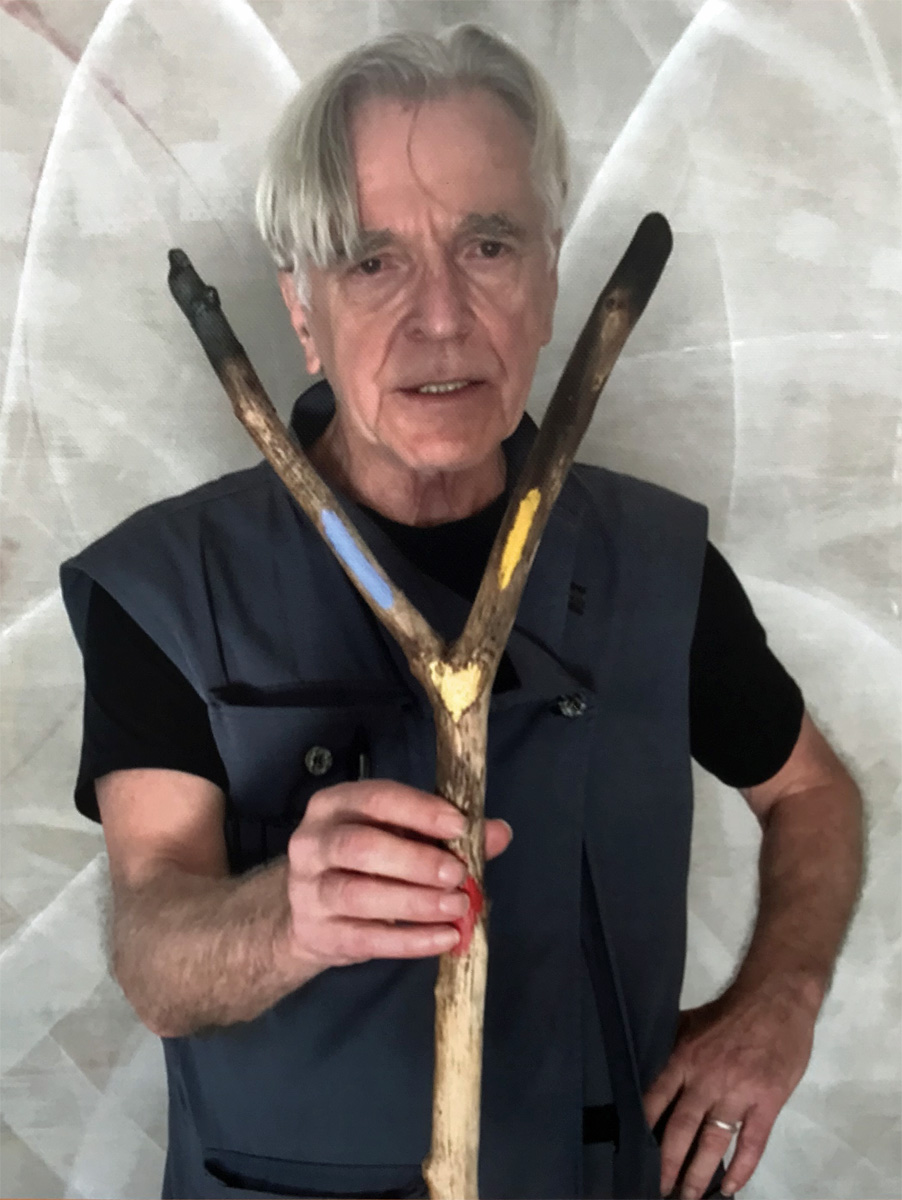
Alfred Bast (2024)

Alfred Bast (* 22. September 1948 in Schwäbisch Gmünd) ist ein deutscher Maler und Künstler. Er lebt und arbeitet in Abtsgmünd-Hohenstadt.

## Leben
Alfred Bast wurde 1948 als zweites von fünf Kindern geboren. Sein Vater war Glasmaler und Kunstglaser mit eigener Werkstatt. Nach einer Berufsausbildung als Schriftsetzer studierte er an der Hochschule für Gestaltung Schwäbisch Gmünd, wo er bei Nikolaus Plump Zeichenunterricht erhielt. Von 1968 bis 1975 studierte er freie Malerei an der Kunstakademie Stuttgart unter anderem bei Gerhard Gollwitzer, Peter Grau und Hans Gottfried von Stockhausen. Einer seiner außerakademischen Lehrer war Eckhart Dietz.
1973 erhielt er ein Stipendium der Studienstiftung des deutschen Volkes und hatte bei der Galerie Wahlandt in Schwäbisch Gmünd seine erste öffentliche Ausstellung. Ein Auslandsstipendium der Studienstiftung führte ihn 1974 erstmals nach Pondicherry und Auroville im Süden Indiens. In den Jahren 1993, 1994, 2001, 2003, 2005 und 2013 folgten sieben weitere Aufenthalte in Auroville.
Seit 1975 ist Bast freischaffender Künstler. Im gleichen Jahr heiratete er und zog mit seiner Ehefrau Lena Preuss nach München, wo er auch ein Atelier hatte. 1978 wurde seine Tochter, die Journalistin und Schriftstellerin Eva-Maria Bast, geboren. 1990 wurde sein Sohn Arco geboren. Der Künstler hat inzwischen fünf Enkel.

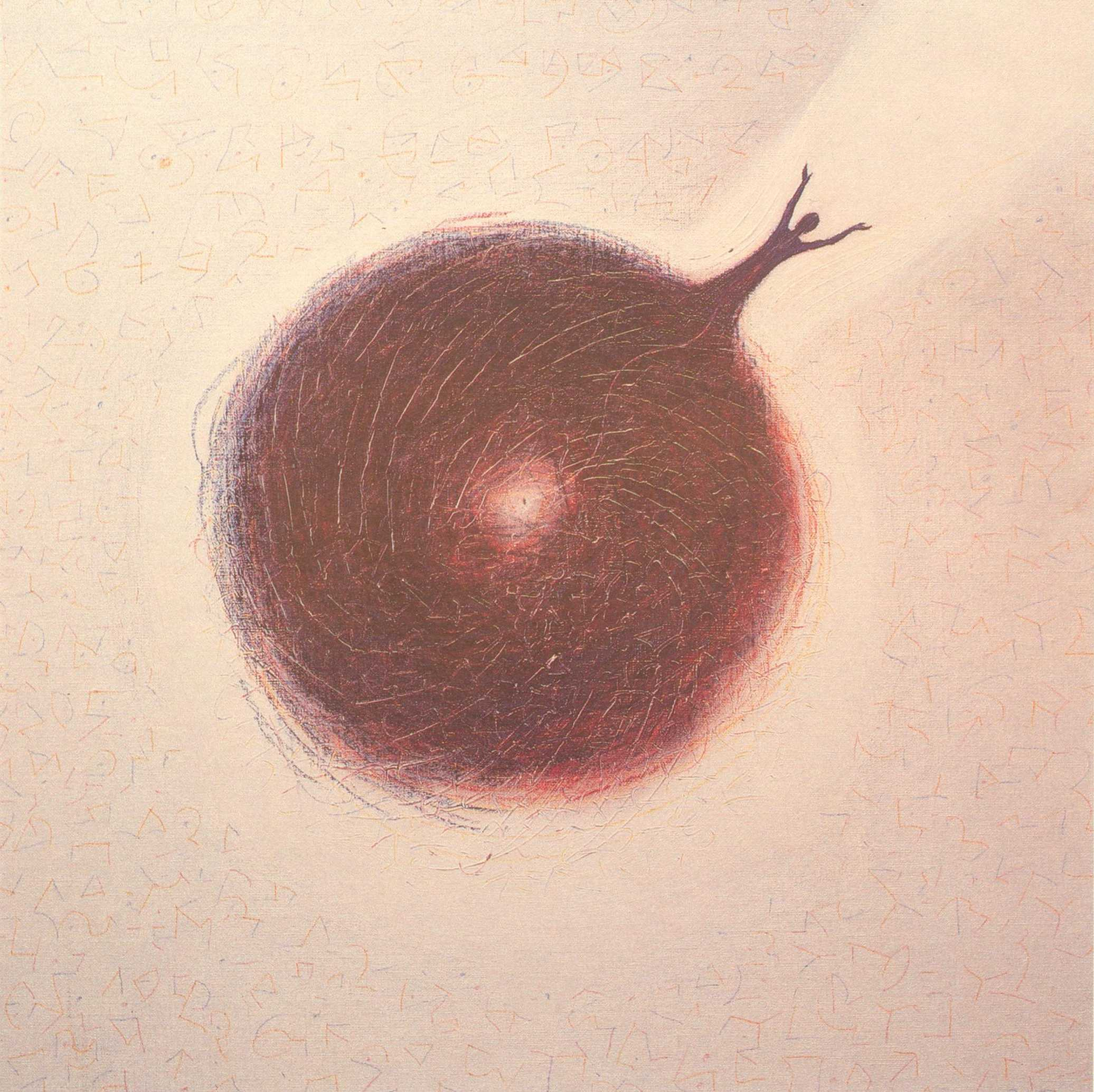
Die Erschaffung Adams. Güglinger Palmtuch, Bild Nr. 4, 1988.

1984/83 hatte Bast für drei Semester einen Lehrauftrag für Zeichnen an der Hochschule für Gestaltung Schwäbisch Gmünd. 1988 beteiligte er sich mit dem Bild Nr. 4 („Die Erschaffung Adams“) am neuen Güglinger Palmtuch. Von 1992 bis 1994 hatte er einen Lehrauftrag an der Hochschule für Kunsttherapie Nürtingen für „Integrative Kunst“. Von 1993 bis 1996 hatte er einen Lehrauftrag am Kunstseminar der Freien Hochschule Metzingen mit Schwerpunkt „Wahrnehmung durch Zeichnen“. 1995 gründete er, inzwischen nach Abtsgmünd-Hohenstadt umgezogen, den „KUNSTKLOSTER art research e. V.“ in Abtsgmünd.

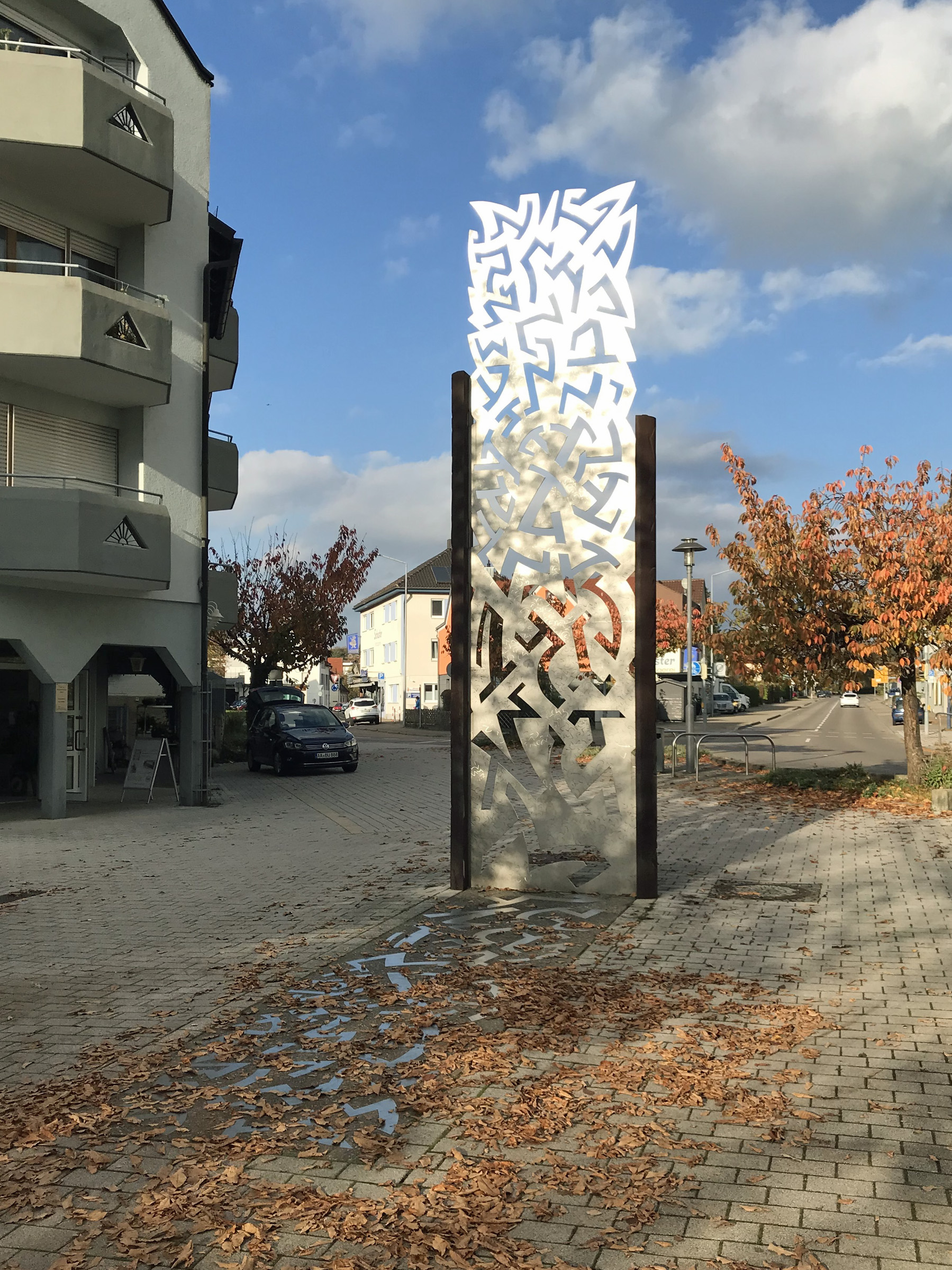
Licht-Grund. Lasergeschnittener Edelstahl und Gusseisen, 6 m × 1,5 m, 2000, Karlsplatz in Wasseralfingen. Die ausgeschnittenen Teile sind in einer betonierten Bodenplatte angeordnet.

1997 leitete er an der Sprachheilschule in Wasseralfingen ein einwöchiges Projekt mit dem Titel „Baum und Kunst“, bei dem über hundert Kinder mit brennenden Stöcken zeichneten. 1998 und 2001 veranstaltete er ähnliche Projekte im Gehörlosendorf Schloss Turbenthal und im Montessori Bildungszentrum Wiesbaden. Im Jahr 2000 wurde eine von Bast geschaffene sechs Meter hohe lasergeschnittene Edelstahlstele mit dem Titel „Licht-Grund“ am Karlsplatz in Wasseralfingen aufgestellt.
2001 schuf er das Deckengemälde für das neue Theaterforum K3 „Komödienhaus“ des Theaters in Heilbronn. Im selben Jahr gestaltete er gemeinsam mit Ulla Röber, einer Mitarbeiterin des KUNSTKLOSTER e. V., für die Weleda einen Kalender mit dem Titel „Blüten – Früchte des Lichts“, der in einer Auflage von 90.000 Exemplaren in vier Sprachen weltweit verbreitet wurde.

## Stipendien, Artcamps, Artist in Residence
- 1973–1975: Studienstiftung des deutschen Volkes
- 1974: Auslandsstipendium der Studienstiftung in Pondicherry und Auroville (Indien)
- 1979–1980: Kunststiftung Baden-Württemberg
- 1980: Atelierhaus Worpswede
- 1998: Artist in Residence, Banana Factory – Arts & Education Center, Bethlehem (USA)
- 2002: Internationales Artcamp, Jamshedpur (Indien)
- 2003: Internationales Artcamp, Székesfehérvár (Ungarn)
- 2004: Artist in Residence, Székesfehérvár (Ungarn)
- 2005: Artist in Residence, Goethe-Institut, Tiflis (Georgien)
- 2008: Artist in Residence, Goethe-Institut, Dakar (Senegal)

## Ausstellungen (Auswahl)

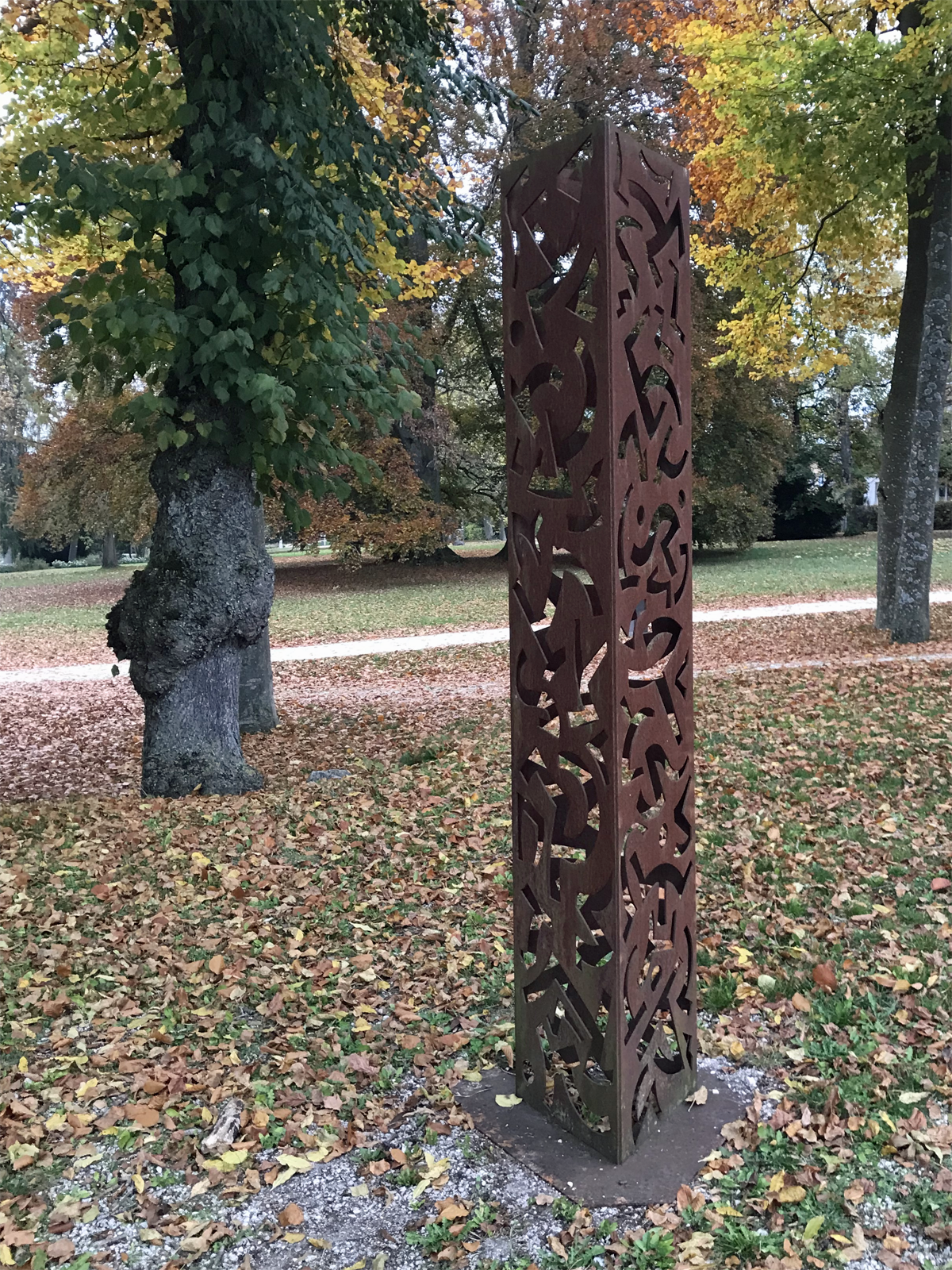
Licht und Schatten. Dreiseitige Stele, lasergeschnittener Stahl, 240 cm × 50 cm, 1999

- 1973: „Die inneren Zusammenhänge der Gegensätze“, Galerie Wahlandt, Schwäbisch Gmünd
- 1976: „Dimensionen der Fläche“, Galerie Apollon, München
- 1976: „Die Wirklichkeit der Illusion“, Galerie im Prediger, Schwäbisch Gmünd
- 1978: „Fensterbilder“, Galerie Spectra, Stuttgart
- 1981: „Zyklus an die Sonne“, Galerie Bollhagen, Worpswede
- 1982: „Der Mensch – zwischen Licht und Verdichtung“, Galerie Atmo, Frankfurt am Main
- 1984: „Die Verschiedenartigkeit des Gleichen“, Galerie Danielsen, Flensburg
- 1985: „Kunst und Transformation“, Trans-Art-Galerie, München
- 1986: „Lebenszeichen“, Landeskreditbank Baden-Württemberg, Karlsruhe
- 1989: „Die Transparenz des Sichtbaren“, Weiße Galerie, Köln (mit Tamara Ralis)
- 1992: „Stille Bilder“, Galerie Fischer, Minden
- 1994: „Gestalt – Erscheinung – Substanz“, Galerie Open Center, New York (mit Tamara Ralis und Fritz Hörauf)
- 1995: „Licht-Grund“, Städtische Museen Heilbronn
- 1997: „Die Architektur des Empfindens“, Galerie im Prediger, Schwäbisch Gmünd
- 1998: „Natur der Zeichen, Zeichen der Natur“, Galerie im Rathaus und Foyer der Kreissparkasse, Aalen
- 2000: „Kreativität und Technik“, Vortragsperformance an der Hochschule Aalen
- 2002: „atmendes Sehen“, Heinrich-Strobel-Haus, Südwestrundfunk, Baden-Baden (Fernsehportrait von Marina Klug)
- 2003: „drawing with light“, Aurodhan Gallery, Pondicherry (Indien)
- 2004: „Rhythm“, Székesfehérvár (Ungarn)
- 2005: „dichte Offenheit“, Kunstforum, Weil der Stadt
- 2005: „Ökotopia“, Goethe-Institut, Tiflis (Georgien)
- 2005: „Philosophie on stage“, MuseumsQuartier, Wien (Österreich, mit Hans-Dieter Bahr)
- 2006: „Atmendes Sehen“, KunstRaumRhein, Dornach (Schweiz)
- 2007: „Spannweite“, Kunsthalle Bremerhaven
- 2008: „Herz-im-Kopf“, Goethe-Institut, Dakar (Senegal)
- 2008: „40 Jahre zeitlos“, Johanniskirche, Schwäbisch Gmünd
- 2009: „strömende Ordnungen“, Rathaus, Böbingen an der Rems
- 2012: „Präzise Weite“, Galerie Under The Mango Tree, Berlin
- 2012: „Sprachen des Lichts – Des langues de la lumiere“, Galerie Bains Douches, Antibes (Frankreich)
- 2014: „think visuell“, Aurodhan Gallery, Pondicherry (Indien)
- 2016: „Von der Entdeckung des Offensichtlichen“, Städtische Galerie und Sammlung Doris Nöth, Ehingen
- 2018: „Von Kräften, die heilen“, Schloss Türnich
- 2018: „50 Jahre Kunst“, Zehntscheuer Abtsgmünd und Schloss Untergröningen
- 2022: „Bilderdenken“, Galerie im Rathaus und Foyer Landratsamt, Aalen
- 2024: „innen * AUSSEN“, Schloss-Scheune, Essingen
- 2025: „Zu Haus – im Brunnen der Bilder 1975–2025“, Schloss Glatt, Sulz am Neckar